# Corby Castle
Corby Castle är ett slott i Storbritannien.   Det ligger i grevskapet Cumbria och riksdelen England, i den centrala delen av landet, 400 km norr om huvudstaden London. Corby Castle ligger 49 meter över havet.
Terrängen runt Corby Castle är platt åt nordväst, men åt sydost är den kuperad. Runt Corby Castle är det ganska tätbefolkat, med 96 invånare per kvadratkilometer. Närmaste större samhälle är Carlisle, 7,3 km väster om Corby Castle. Trakten runt Corby Castle består i huvudsak av gräsmarker.